# Mieczyszczów (przystanek kolejowy)
Mieczyszczów (ukr. Мечищів, ros. Мечищев) – przystanek kolejowy w pobliżu miejscowości Mieczyszczów, w rejonie tarnopolskim, w obwodzie tarnopolskim, na Ukrainie. Położony jest na linii Tarnopol – Stryj.
Przed II wojną światową stacja kolejowa. W późniejszym okresie dodatkowe tory zostały zdemontowane, a stacja zdegradowana do roli przystanku